# Миронівщина
Миро́нівщина —  село в Україні, у Лебединській міській громаді Сумського району Сумської області. Населення становить 59 осіб. До 2020 орган місцевого самоврядування — Гринцівська сільська рада.

## Географія
Село Миронівщина знаходиться на відстані 1 км від сіл Руда і Протопопівщина. По селу протікає пересихаючий струмок з загатою. Поруч проходять автомобільні дороги Т 1918 і Н07.

## Історія
12 червня 2020 року, відповідно до Розпорядження Кабінету Міністрів України № 723-р «Про визначення адміністративних центрів та затвердження територій територіальних громад Сумської області» увійшло до складу Лебединської міської громади.
19 липня 2020 року, після ліквідації Лебединського району, село увійшло до Сумського району.